# نهر أزرق (نصار)
نهر أزرق (بالفارسية: نهرازرق) هي قرية تقع في إيران في قسم نصار الريفي. يقدر عدد سكانها بـ 311 نسمة .